# Балтийский федеральный университет имени Иммануила Канта
«Балти́йский федера́льный университе́т и́мени Иммануи́ла Ка́нта» («БФУ имени И. Канта», «Кантиана») — федеральное государственное автономное образовательное учреждение высшего образования, основанное в 1947 году в городе Калининграде, получившее статус федерального университета 30 декабря 2010 года.
Является старейшим вузом Калининградской области. Его история началась почти одновременно с историей нового российского региона, образованного на земле бывшей Восточной Пруссии после её завоевания Красной армией в ходе Кёнигсбергской наступательной операции (6 — 9 апреля 1945 года) во время Великой Отечественной войны.
Имя известного философа Иммануила Канта университету было присвоено 23 мая 2005 года.
БФУ имени Иммануила Канта — ведущий вуз Калининградской области, один из десяти федеральных университетов России и один из центров высшего образования и науки в Северо-Западном федеральном округе Российской Федерации.
Участник программы «Приоритет 2030» – проекта, в рамках которого в России планируется создать более 100 прогрессивных современных университетов — центров научно-технологического и социально-экономического развития страны.
При БФУ работает ботанический сад.

## История университета

### До 1945 года
Историческим предшественником современного Балтийского федерального университета имени Иммануила Канта является Кёнигсбергский университет (Альбертина) (1544—1945), один из старейших вузов Восточной Пруссии и всей Европы, история которого насчитывала более четырёхсот лет.

### После Великой Отечественной войны
21 июля 1947 года Совет Министров СССР принял Постановление № 2601 «О мерах помощи городскому хозяйству Калининградской области» — в нём облисполкому разрешалось организовать педагогический институт в Калининграде.
В результате, в 1947 году был создан Калининградский государственный педагогический институт (КГПИ). В июле 1948 года институт начал работу. Первоначально в институте существовали три факультета: исторический, литературный и физико-математический. Позже исторический и литературный факультеты были объединены в историко-филологический факультет, были открыты факультет педагогики и методики начального обучения и факультет естественных наук. Имена первых студентов, окончивших институт с красным дипломом, были выбиты золотыми буквами на стене вестибюля здания. В числе выпускников был С.В. Даниель-Бек, будущий главный редактор Калининградского книжного издательства.
Состояние института в начале его развития, пришедшегося на послевоенный период, описывается так:
«По штатному расписанию, утверждённому на 1948/1949 годы, в КГПИ должны были работать 4 доцента, 3 старших преподавателя, ассистент и 4 заведующих кафедрами. Но даже таким количеством сотрудников Министерство просвещения РСФСР не могло обеспечить вновь открытый институт. К примеру, на историко-филологический факультет не направили ни одного педагога».
В 1956 году КГПИ перешёл на подготовку специалистов широкого профиля, предусматривающую пятилетний срок обучения. Однако, в 1963 году институт вернулся к узкопрофессиональной подготовке учителей с четырёхлетним сроком обучения.
16 июля 1966 года Постановлением Совета Министров СССР № 923 Калининградский государственный педагогический институт преобразован в Калининградский государственный университет (КГУ). В его состав первоначально входили: физико-математический факультет, факультет естественных наук, историко-филологический факультет, экономико-правовой факультет. Первым ректором университета был назначен Николай Васильевич Прикладов.
В 1969 году в Калининграде была проведена «Летняя геометрическая школа» — первый крупный форум страны, организованный Калининградским государственным университетом.
В 1971 году на базе факультета естественных наук были созданы географический и химико-биологический факультеты.

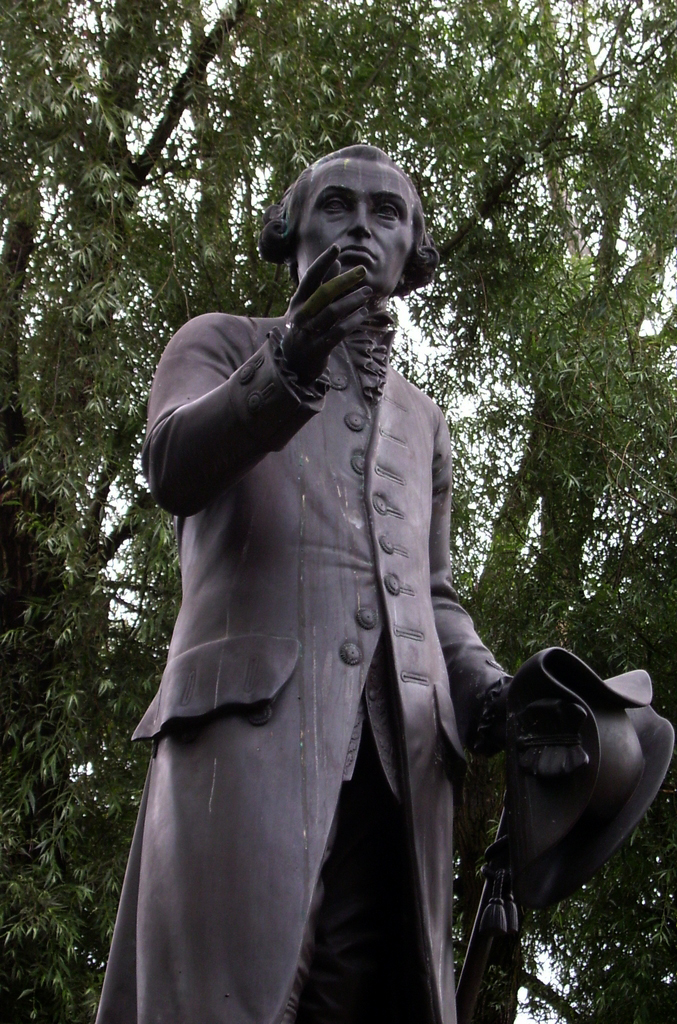
Памятник Иммануилу Канту рядом со зданием корпуса № 3 БФУ имени И. Канта на улице Университетской, дом 2 в Калининграде (изготовлен по авторской модели Рауха в 1992 году).

23 мая 2005 года Распоряжением № 630-р Правительства Российской Федерации Калининградский государственный университет переименован в Российский государственный университет имени Иммануила Канта (РГУ имени И. Канта) (тип — федеральное государственное образовательное учреждение высшего профессионального образования).
В конце первого десятилетия XXI века на базе университета началось формирование инновационного научно-образовательного комплекса. В 2008 году к нему присоединили Калининградский медицинский колледж, в 2011 году – Калининградский колледж градостроительства и технический колледж.
30 декабря 2010 года Постановлением Правительства Российской Федерации № 2483-р на базе Российского государственного университета имени Иммануила Канта создан Балтийский федеральный университет имени Иммануила Канта (тип изменён на — федеральное государственное автономное образовательное учреждение высшего профессионального образования), за которым в полном объёме закреплено имущество бывшего РГУ имени И. Канта.
Присвоение БФУ статуса федерального университета позволило значительно ускорить процесс модернизации благодаря получению солидной финансовой поддержки. По пятилетней программе развития университета БФУ получил 5 миллиардов рублей. В 2015 году БФУ им. Канта был отобран Минобрнауки РФ для включения в состав университетов-участников государственной программы поддержки крупнейших российских вузов «5-100».
В 2019 году врио ректора (а в 2020 г. ректором) стал Александр Александрович Фёдоров. Новый ректор стал инициатором строительства нового кампуса БФУ им. И. Канта. В 2021 году в правительстве РФ поддержали этот проект.
11 июля 2024 года врио ректора (с 7 августа — и.о.) стал проректор по научной работе Максим Викторович Демин.

## Ректоры
- 1947—1949 — Н. Г. Милютин
- 1949—1956 — Я. Ф. Зеленов
- 1956—1961 — П. Г. Смирнов
- 1961—1964 — Я. Л. Пичкуренко
- 1964—1966 — М. С. Кобзев
- 1967—1971 — д.б.н. Н. В. Прикладов
- 1971—1975 — д.г.н. А. А. Борисов
- 1975—1994 — д.э.н. Н. А. Медведев
- 1994—1998 — д.г.н. Г. М. Фёдоров
- 1998—2019 — д.пол.н. А. П. Клемешев
- 2020–2024 —  д.филос.н. А. А. Фёдоров
- с 2024 – к.ф-м.н. М.В. Демин (и.о.)[16]

## Факультеты и институты

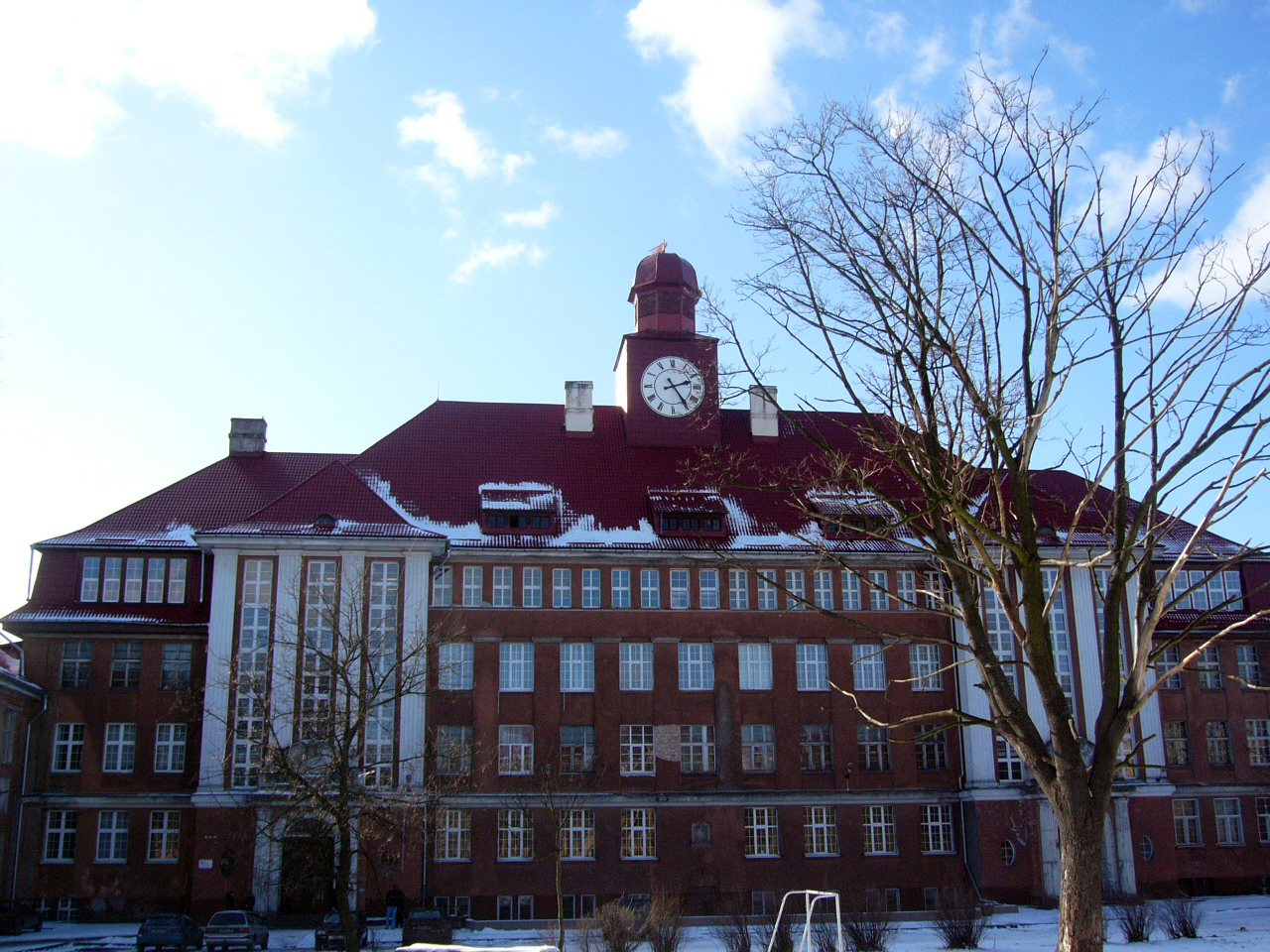
Здание корпуса № 4 БФУ имени И. Канта на улице Чернышевского, дом 56 «А» в Калининграде.

Университет состоит из 4 образовательно-научных кластеров, каждый из которых делится на несколько высших школ:
1. Образовательно-научный кластер «Институт образования и гуманитарных наук»
  1. Высшая школа образования и психологии
  2. Высшая школа философии, истории и социальных наук
  3. Высшая школа лингвистики
  4. Высшая школа коммуникаций и креативных индустрий
  5. Высшая школа физической культуры и спорта
2. Образовательно-научный кластер «Институт управления и территориального развития»
  1. Высшая школа бизнеса и предпринимательства
  2. Высшая школа права
  3. Высшая школа пространственного развития и гостеприимства
3. Образовательно-научный кластер «Институт медицины и наук о жизни»
  1. Высшая школа медицины
  2. Высшая школа живых систем
  3. Медицинский колледж
4. Образовательно-научный кластер «Институт высоких технологий»
  1. Высшая школа киберфизических систем
  2. Высшая школа компьютерных наук и искусственного интеллекта
  3. Высшая школа нанотехнологий и инженерии

Также в состав БФУ входит Университетский колледж.

## Представительства
БФУ имеет Представительства в следующих странах — Латвия (г. Рига), Кыргызстан (г. Бишкек), Китай (г. Цзыбо), Индия (г. Лудхиана), Узбекистан (г. Самарканд).

## Международная деятельность
БФУ сотрудничает в рамках 197 договоров о сотрудничестве с образовательными организациями, большинство из которых расположены в регионе Балтийского моря (Германия, Польша, страны Скандинавии) и Европе в целом (Франция, Испания). В 2019 году активизировалось развитие сотрудничества с вузами Азиатского региона (Китай, Южная Корея, Япония). В БФУ обучается более 1100 иностранных студентов, 1200 студентов и сотрудников принимают участие в программах академической мобильности ежегодно.
В консорциуме с иностранными партнерами БФУ им. И. Канта участвует в реализации целого ряда международных программ и проектов.
Ведется сотрудничество с международными ассоциациями в сфере высшего образования, такими как EUA, BSRUN, BUP, AUF, и т. д.
Ведется сотрудничество с крупными международными корпорациями по подготовке высококвалифицированных специалистов.

### Партнёрские вузы
Действует 181 договор о сотрудничестве между БФУ имени И. Канта и различными иностранными высшими учебными заведениями:

### Ассоциации
БФУ имени И. Канта является членом следующих международных ассоциаций и организаций:
- Евразийская ассоциация университетов, с 1991;
- Региональная делегация международного комитета Красного креста в Российской Федерации, с 2008;
- Ассоциация университетов Франкофонии, с 2010;
- Ассоциация иностранных студентов (АИС), с 2020;
- Российско-Китайская ассоциация медицинских университетов, с 2020;

## Издательская деятельность
У университета есть своё издательство. Издаётся ряд рецензируемых научных журналов:
- Балтийский регион (индексируется Emerging Sources Citation Index, Scopus и RSCI входит в список ВАК и ядро РИНЦ)
- Вестник Балтийского федерального университета имени Иммануила Канта. Серия: гуманитарные и общественные науки (индексируется РИНЦ, входит в список ВАК)
- Вестник Балтийского федерального университета имени Иммануила Канта. Серия: филология, педагогика, психология (индексируется РИНЦ, входит в список ВАК)
- Вестник Балтийского федерального университета имени Иммануила Канта.Серия: естественные и медицинские науки (индексируется РИНЦ, входит в список ВАК)
- Кантовский сборник (индексируется в Scopus, RSCI, входит в список ВАК и ядро РИНЦ)
- Слово.ру: Балтийский акцент (индексируется в Scopus, RSCI, входит в список ВАК и ядро РИНЦ)
- Хирургическая практика (индексируется РИНЦ, входит в список ВАК)
- Дифференциальная геометрия многообразий фигур (индексируется в наукометрической базе данных zbMATH, входит в РИНЦ и включён в категория К1 Перечня рецензируемых научных изданий ВАК)

## Участие в пилотном проекте по апробации новой модели высшего образования
БФУ им. Канта выступает одним из шести российских вузов, принимающих участие в пилотном проекте по реформе высшего образования в России.

## Рейтинги
В 2015 году БФУ им. Канта был отобран Минобрнауки РФ для включения в состав университетов-участников государственной программы поддержки крупнейших российских вузов «5-100». Заявленной целью Проекта «5-100» являлся вывод к 2020 году не менее пяти российских университетов в сотню лучших, по версии трех авторитетных международных рейтингов: QS World University Ranking, THE World University Rankings и Academic Ranking of World Universities.
Начиная с 2015 года, БФУ им. Канта занимает места в топ-200 лучших вузов рейтинга QS EECA University Rankings, который оценивает университеты стран Европы с переходной экономикой и Центральной Азии.
В национальном рейтинге российских университетов Интерфакс БФУ им. Канта занимает 30 место, а в международном рейтинге Round University Ranking 721 место.
По версии рейтинга UI GreenMetric World University Ranking, рассматривающего университеты с точки зрения соответствия их деятельности принципам устойчивого развития, БФУ им. Канта занимает 28 место среди вузов России и 562 в мире. Помимо этого, БФУ им. Канта занимает 2611 позицию в мировом рейтинге Webometrics, 181 место в разрезе «Центральная и Восточная Европа», 473 место в разрезе стран БРИКС и 40 среди российских вузов. В uniRank University Ranking БФУ им. Канта занимает 2519 место в мировом рейтинге и 53 в рейтинге российских вузов.
В 2019 году университет впервые был включён в несколько российских рейтингов: в Три миссии университета (MosIUR) БФУ им. Канта занял 1101—1200 позицию в мире и 59 место среди вузов России, 47 место университет занял в рейтинге российских вузов по готовности к цифровой экономике рейтингового агентства «Эксперт РА», а в предметном рейтинге научной продуктивности вузов АЦ «Эксперт» БФУ им. Канта присвоили 23-24 место по биохимии (срез «Науки о жизни»).
В 2022 году БФУ им. И. Канта занял 30-место в национальном рейтинге «Интерфакс», а также университет был включен в международные рейтинги: по версии QS World University Rankings by Subject: Philosophy вуз занимает 151-200 позицию, QS World University Rankings 2022 поставил БФУ на 601-650 место, а THE World University Ranking 2023 на 1201-1500 место.
| Наименование рейтинга                                            | 2015 | 2016    | 2017 | 2018    | 2019      | 2020      | 2021      | 2022      | 2023      | 2024      |
| QS World University Rankings                                     | -    | -       | -    | -       | -         | -         | -         | 651-700   | 601-650   | 801-805   |
| QS World University Rankings by Subject: Philosophy              | -    | -       | -    | -       | -         | -         | -         | 151-200   | 101-150   |           |
| QS World University Rankings: Sustainability (World)             | -    | -       | -    | -       | -         | -         | -         | -         | -         | 1201+     |
| QS University Rankings: EECA                                     | 185  | 131-140 | 149  | 161-170 | 188       | 159       | 135       | -         | -         | -         |
| Times Higher Education (THE) World University Ranking            | -    | -       | -    | -       | -         | -         | 1001+     | 1201+     | 1201–1500 | 1201–1500 |
| Times Higher Education (THE) WUR by subject: Arts and Humanities | -    | -       | -    | -       | -         | -         | -         | -         | -         | 601+      |
| Times Higher Education (THE) WUR by subject: Engineering         | -    | -       | -    | -       | -         | -         | -         | -         | 801–1000  | 801–1000  |
| Times Higher Education (THE) WUR by subject: Physical Sciences   | -    | -       | -    | -       | -         | -         | -         | 1001+     | 801–1000  | 801–1000  |
| Times Higher Education (THE) WUR by subject: Social Sciences     | -    | -       | -    | -       | -         | -         | -         | -         | 801+      | 601–800   |
| THE University Impact Ranking                                    | -    | -       | -    | -       | 201-300   | 301-400   | 401-600   | 601-800   | 401–600   | 601–800   |
| Round University Ranking: World Rank                             | -    | -       | 669  | 707     | 721       | 711       | 648       | 599       | 695       | 525       |
| Round University Ranking: Country Rank                           | -    | -       | 36   | 38      | 43        | -         | -         | -         | 19        |           |
| Round University Ranking: Teaching                               | -    | -       | 482  | 472     | 497       | 578       | 390       | 228       | 267       | 177       |
| Round University Ranking: Research                               | -    | -       | 731  | 750     | 774       | 751       | 774       | 856       | 911       | 768       |
| UI GreenMetric World University Ranking: World Rank              | -    | -       | 571  | 671     | 562       | 291       | 174       | 144       | 129       |           |
| UI GreenMetric World University Ranking: Country Rank            | -    | -       | 27   | 36      | 28        | 7         | 4         | 3         | 3         |           |
| Рейтинг вузов России RAEX                                        | 85   | 99      | 94   | 90      | 92        | 77        | 77        | 71        | 69        |           |
| Национальный рейтинг университетов Интерфакс                     | 79   | 58      | 67   | 30      | 30        | 35        | 37-38     | 30        | 29        |           |
| Три миссии университета: мировой рейтинг                         | -    | -       | -    | -       | 1101-1200 | 1101-1200 | 1101-1200 | 1101-1200 | 1101-1200 |           |

## Здания университета

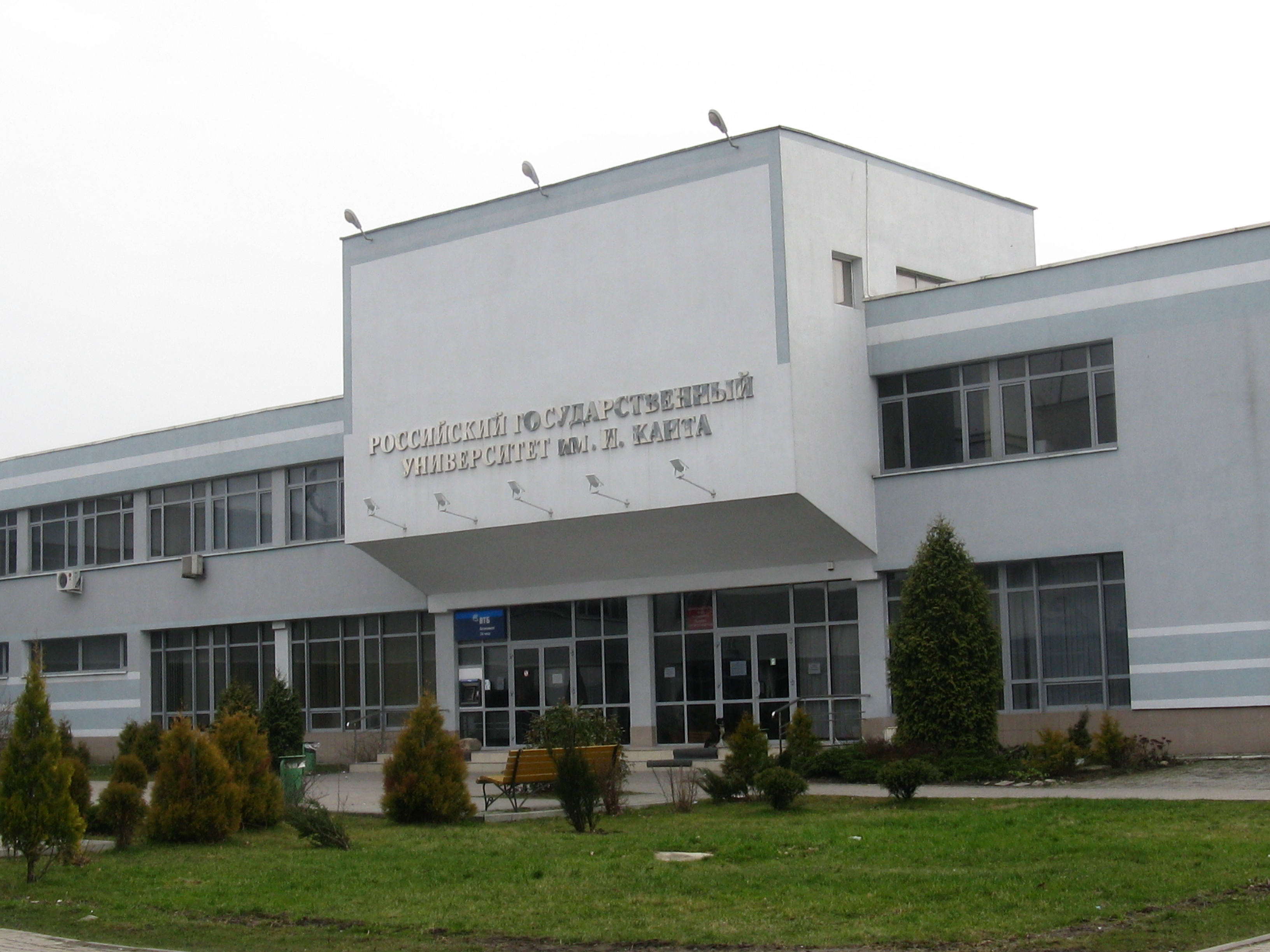
Здание корпуса № 1 БФУ имени И. Канта на улице А. Невского, дом 14 в Калининграде.

БФУ имени И. Канта не является преемником Кёнигсбергского университета (Альбертины). БФУ использует лишь одно здание, принадлежавшее университету города Кёнигсберга — корпус, в котором расположена высшая школа живых систем, на улице Университетской, дом 2. Разрушенное во время военных действий здание было восстановлено в 1964 году в сильно перестроенном виде.
Административный корпус, бассейн и корпуса факультетов прикладной математики и информационных технологий и физико-технического, а также факультета сервиса расположены в специально построенном для университета кампусе, корпус факультета физической культуры и спорта, исторического, экономического и психологического факультетов — в здании бывшей немецкой технической школы Крауса и Гиппеля, в соседнем здании располагаются факультеты славянской филологии и журналистики, а также лингвистики и межкультурной коммуникации.
В 2022 году в Балтийском федеральном университете открылось студенческое пространство «Студхаус».